# Pseudodipsas cuprea
Pseudodipsas cuprea är en fjärilsart som beskrevs av Sands 1965. Pseudodipsas cuprea ingår i släktet Pseudodipsas och familjen juvelvingar. Inga underarter finns listade i Catalogue of Life.

## Bildgalleri

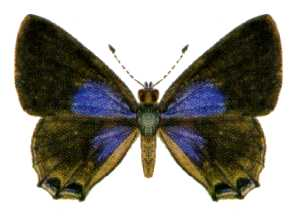